# Ian Wallace (Schriftsteller)
Ian Wallace (eigentlich John Wallace Pritchard; geboren am 4. Dezember 1912 in Chicago, Illinois; gestorben am 7. Juli 1998 in Las Vegas, Nevada) war ein amerikanischer Science-Fiction-Autor und von Beruf Psychologe und Erzieher.

## Leben
Pritchard war der Sohn von William Arthur Pritchard und von Hallie, geborene Kohlhas. Er besuchte die Schule in Detroit, studierte an der University of Michigan in Ann Arbor, wo er 1934 den Bachelor in Englisch machte. 1939 erwarb er den Master in Erziehungspsychologie. Während des Zweiten Weltkriegs arbeitete er als klinischer Psychologe im Rang eines Captains in der US-Army. Von 1949 bis 1951 absolvierte er ein Graduiertenstudium und promovierte 1957 an der Wayne University. Nach seinem ersten Abschluss 1934 hatte er bei der Schulbehörde von Detroit (board of education) zu arbeiten begonnen, wo er in verschiedenen Positionen wirkte und 1974 als Abteilungsdirektor pensioniert wurde. Von 1955 bis zu seinem Ruhestand war er auch Dozent für die Philosophie der Pädagogik an der Wayne State University. Seit seiner Pensionierung widmete er sich hauptberuflich dem Schreiben.
Unter seinem eigenen Namen hatte Pritchard bereits 1952 den Roman Every Crazy Wind veröffentlicht. Sein erster Science-Fiction-Roman Croyd erschien 1967 (deutsch als Der große Croyd) und eröffnete den Zyklus der Croyd-Romane, eigentlich zwei durch ein gemeinsames fiktives Universum verbundene Romanserien. Zum einen ist da die Serie der Croyd Spacetime Maneuvres, in denen der mit übermenschlichen Talenten ausgestattete Croyd in der Welt des 25. Jahrhunderts Bedrohungen der galaktischen Zivilisation zu begegnen hat, wobei ihm seine Fähigkeit durch die Zeit zu reisen zustatten kommt, zum anderen die Reihe der SF-Detektivgeschichten um Claudine St. Cyr, einer auf galaktischer Ebene agierenden Ermittlerin, bei deren Fällen die Existenz ganzer Planeten auf dem Spiel steht. Der Roman Heller’s Leap (1979) bildet ein Crossover beider Serien, da hier Claudine St. Cyr die Hilfe Croyds in Anspruch nimmt. Es handelt sich bei den Romanen aus dem Croyd-Universum um groß angelegte Space Opera, die sowohl mit den Werken von E. E. Smith als auch mit denen A. E. van Vogts verglichen wurde, mit Letzterem insbesondere aufgrund seiner komplexen, durch Zeitparadoxa noch verwirrenderen Handlungsführung und wegen der Schwächen im Dialog. John Clute nennt Wallace’ Dialoge „erstaunlich unbeholfen“ und George Kelley spricht von „pseudo-tiefgründigen Reden“.
Neben Science-Fiction schrieb er zwei Sachbücher und verfasste in seiner beruflichen Funktion zahlreiche Lehrtexte und -materialien.
1938 heiratete er Elizabeth Paul und hatte aus dieser Ehe zwei Söhne. 1998 ist Wallace im Alter von 85 Jahren gestorben.

## Bibliografie
Croyd Spacetime Maneuvres (Romanserie)
- Croyd (1967)
  - Deutsch: Der große Croyd. Marion von Schröder (Science Fiction & Fantastica), 1969. Auch als: Heyne Science Fiction & Fantasy #3246, 1971.
- Dr. Orpheus (1968)
- Pan Sagittarius (1973)
  - Deutsch: Pan Sagittarius. Heyne Science Fiction & Fantasy #3806, 1981, ISBN 3-453-30708-9.
- A Voyage to Dari (1974)
  - Deutsch: Eine Reise nach Dari. Heyne Science Fiction & Fantasy #3757, 1980, ISBN 3-453-30660-0.
- The World Asunder (1976)
- Z-Sting (1978)
- The Lucifer Comet (1980)
- Megalomania (1989)

St. Cyr Interplanetary Detective (Romanserie)
- Deathstar Voyage (1969)
  - Deutsch: Der Flug nach Ligeria. Heyne Science Fiction & Fantasy #3595, 1978, ISBN 3-453-30502-7.
- The Purloined Prince (1971)
- The Sign of the Mute Medusa (1977)
- Heller’s Leap (1979)

Romane
- Every Crazy Wind (1952, als John Wallace Pritchard)
- The Rape of the Sun (1982)

Sachliteratur
- Frank Cody, A Realist in Education (1943, Detroit Board of Education)
- Off to Work (1962, mit Paul H. Voelker, als John W. Pritchard)